# أندريس موراليس
أندريس موراليس (بالإسبانية: Andrés Morales)‏ هو كاتب وشاعر تشيلي، ولد في 1962 في سانتياغو في تشيلي.